# Chronoperates
Chronoperates is een geslacht van uitgestorven zoogdieren waarvan zeer weinig bekend is. Dit is de groep waartoe de zoogdieren en ook hun voorouders behoren. Onderzoekers denken dat het gaat om een soort van relatief geavanceerde therapsiden (zoogdieren plus meer directe verwanten) of om een soort van zeer primitief zoogdier.
In 1992 werd de typesoort Chronoperates paradoxus benoemd door Richard Fox e.a. De geslachtsnaam betekent 'dwaler door de tijd'. De soortaanduiding geeft aan dat het dier ons voor een paradox stelt. Het lijkt namelijk een vorm te betreffen die geacht werd al lang te zijn uitgestorven.
De vondst, holotype UALVP 32358, bestaat uit een drie centimeter lange linkeronderkaak uit de Paskapooformatie van Alberta, daterend uit het Paleoceen, zo'n 55 miljoen jaar geleden. Het is in 1988 gevonden bij Cochrane door Gordon Paul Youzwyshyn.
Het gaat hier volgens de beschrijvers om een lid van de familie van de Tritylodontidae, mocht het een therapside zijn. Dit zou betekenen dat deze groep niet aan het begin van het Mesozoicum uitstierf, maar aan het eind van het Paleoceen. Ze overleefden dus de dinosauriërs. Omdat er zeer weinig materiaal is gevonden wordt het hier niet uitgesloten dat het ook om een andere soort van 'zoogdierachtig reptiel' of therapside kan gaan. In Queensland zijn resten gevonden van een mogelijk geologisch zeer jong lid van de orde van de Dicynodontia. De Dicynodonten bleven hoogstwaarschijnlijk slechts beperkt tot in Australië in deze perioden en de dicynodonten zijn na de periode waarin het fossiel gevonden is, waarschijnlijk snel uitgestorven. Er zijn ook weinig soorten van zowel de Tritylodontidae als de Dicynodontia uit Noord-Amerika bekend.
Volgens andere onderzoekers is dan ook logischer dat het om een primitief soort zoogdier in ruime zin gaat. Het betreft hier dan waarschijnlijk de familie van de Kuehneotheridae. Als dit laatste zo is, is het nog steeds een uitzonderlijk fossiel omdat deze groep van zoogdieren aan het einde van het Krijt definitief uitgestorven zou zijn samen met de dinosauriërs. Dit zou betekenen dat deze groep het langer uithield dan gedacht. Chronoperates is daarbij toch bijzonder want geen zoogdier in de beperkte zin, de kroongroep (laatste gemeenschappelijke voorouder van de huidige zoogdieren en al diens afstammelingen), als hij werkelijk tot de Kuehneotheridae behoorde. Hij behoort dan zelfs niet tot de primitiefste groep binnen de Mammalia in engere zin, de Monotremata of eierleggende zoogdieren. De Kuehneotheridae en verwanten worden buiten de kroongroep Mammalia geplaatst. Chronoperates en verwanten zijn mammaliformen, leden van de groep Mammaliaformes. Zij stonden tussen de meer basale therapsiden en de zoogdieren on engere zin in en dat zou betekenen dat zij nog eieren legden omdat de eierleggende zoogdieren of Monotremata boven hen stonden.